# Сан-Педру-ду-Пиауи

Сан-Педру-ду-Пиауи на карте штата.

Сан-Педру-ду-Пиауи (порт. São Pedro do Piauí) — муниципалитет в Бразилии, входит в штат Пиауи. Составная часть мезорегиона Северо-центральная часть штата Пиауи. Входит в экономико-статистический микрорегион Медиу-Парнаиба-Пиауиенси. Население составляет 13 639 человек на 2010 год. Занимает площадь 518,288 км². Плотность населения — 26,32 чел./км².

## Демография
Согласно сведениям, собранным в ходе переписи 2010 г. Национальным институтом географии и статистики (IBGE), население муниципалитета составляет:
| Полное население                               | Полное население                               | Полное население                               | Полное население                               | 13 639 |
| ---------------------------------------------- | ---------------------------------------------- | ---------------------------------------------- | ---------------------------------------------- | ------ |
| в том числе:                                   | Городское население                            | 8195                                           | Процент городского населения, %                | 60,09  |
|                                                | Сельское население                             | 5444                                           | Процент сельского населения, %                 | 39,91  |
|                                                | Мужское население                              | 6822                                           | Процент мужского населения, %                  | 50,02  |
|                                                | Женское население                              | 6817                                           | Процент женского населения, %                  | 49,98  |
| Плотность населения, чел/км²                   | Плотность населения, чел/км²                   | Плотность населения, чел/км²                   | Плотность населения, чел/км²                   | 26,32  |
| Население муниципалитета в % к населению штата | Население муниципалитета в % к населению штата | Население муниципалитета в % к населению штата | Население муниципалитета в % к населению штата | 0,44   |

По данным оценки 2016 года, население муниципалитета составляет 13 994 жителя.

## Статистика
- Валовой внутренний продукт на 2003 год составляет 23 486 804,00 реалов (данные: Бразильский институт географии и статистики).
- Валовой внутренний продукт на душу населения на 2003 год составляет 1819,84 реалов (данные: Бразильский институт географии и статистики).
- Индекс развития человеческого потенциала на 2000 год составляет 0,634 (данные: Программа развития ООН).